# فهرست مقامات عالی‌رتبه جمهوری اسلامی ایران
این مقاله فهرستی از مقامات عالی‌رتبه جمهوری اسلامی ایران است.

## سران نظام
مقام‌های بلندپایه کنونی نظام جمهوری اسلامی ایران به شرح زیر هستند:
| دسته‌بندی             | مقام                       | تصویر | نام                  | تاریخ انتصاب    | مدت تصدی              | انتخاب توسط                                        |
| -------------------- | -------------------------- | ----- | -------------------- | --------------- | --------------------- | -------------------------------------------------- |
| رهبری                | رهبر                       |       | سید علی خامنه‌ای      | ۱۴ خرداد ۱۳۶۸   | ۳۶ سال، ۲ ماه و ۷ روز | مجلس خبرگان رهبری                                  |
| رهبری                | رئیس مجلس خبرگان رهبری     |       | محمدعلی موحدی کرمانی | ۱ خرداد ۱۴۰۳    | ۱ سال، ۲ ماه و ۲۱ روز | مجلس خبرگان رهبری                                  |
| قوه مجریه            | رئیس‌جمهور                  |       | مسعود پزشکیان        | ۷ مرداد ۱۴۰۳    | ۱ سال و ۱۴ روز        | رای مستقیم مردم، پس از نظارت استصوابی شورای نگهبان |
| قوه مجریه            | معاون اول رئیس‌جمهور        |       | محمدرضا عارف         | ۷ مرداد ۱۴۰۳    | ۱ سال و ۱۴ روز        | رئیس‌جمهور                                          |
| قوه مقننه            | رئیس مجلس شورای اسلامی     |       | محمدباقر قالیباف     | ۸ خرداد ۱۳۹۹    | ۵ سال، ۲ ماه و ۱۳ روز | مجلس شورای اسلامی                                  |
| قوه مقننه            | دبیر شورای نگهبان          |       | احمد جنتی            | ۲۸ تیر ۱۳۷۱     | ۳۳ سال و ۲۳ روز       | شورای نگهبان                                       |
| قوه مقننه            | رئیس مجمع تشخیص مصلحت نظام |       | صادق لاریجانی        | ۹ دی ۱۳۹۷       | ۶ سال، ۷ ماه و ۱۲ روز | رهبر                                               |
| قوه قضائیه           | رئیس قوه قضائیه            |       | غلامحسین محسنی اژه‌ای | ۱۰ تیر ۱۴۰۰     | ۴ سال، ۱ ماه و ۱۰ روز | رهبر                                               |
| قوه قضائیه           | معاون اول رئیس قوه قضائیه  |       | حمزه خلیلی           | ۳۰ فروردین ۱۴۰۳ | ۱ سال، ۳ ماه و ۲۴ روز | رئیس قوه قضائیه                                    |
| قوه قضائیه           | رئیس دیوان عالی کشور       |       | محمدجعفر منتظری      | ۱۵ مرداد ۱۴۰۲   | ۲ سال و ۵ روز         | رئیس قوه قضائیه                                    |
| قوه قضائیه           | دادستان کل کشور            |       | محمد موحدی آزاد      | ۱۵ مرداد ۱۴۰۲   | ۲ سال و ۵ روز         | رئیس قوه قضائیه                                    |
| شورای عالی امنیت ملی | دبیر شورای عالی امنیت ملی  |       | علی لاریجانی         | ۱۴ مرداد ۱۴۰۴   | ۰ روز                 | رئیس‌جمهور                                          |
| شورای عالی امنیت ملی | رئیس ستاد کل نیروهای مسلح  |       | سید عبدالرحیم موسوی  | ۲۳ خرداد ۱۴۰۴   | ۱ ماه و ۲۹ روز        | رهبر                                               |
| شورای عالی امنیت ملی | فرمانده کل ارتش            |       | امیر حاتمی           | ۲۳ خرداد ۱۴۰۴   | ۱ ماه و ۲۹ روز        | رهبر                                               |
| شورای عالی امنیت ملی | فرمانده کل سپاه پاسداران   |       | محمد پاکپور          | ۲۳ خرداد ۱۴۰۴   | ۱ ماه و ۲۹ روز        | رهبر                                               |
| شورای عالی امنیت ملی | فرمانده کل انتظامی         |       | احمدرضا رادان        | ۱۷ دی ۱۴۰۱      | ۲ سال، ۷ ماه و ۴ روز  | رهبر                                               |

## مقامات دیگر

### رهبری

#### فهرست مشاوران منصوب
- علی‌اکبر ولایتی، مشاور امور بین‌الملل
- علی‌اکبر ناطق نوری، مشاور
- غلامعلی حداد عادل، مشاور عالی
- علی لاریجانی، مشاور
- علی شمخانی، مشاور سیاسی
- محمد مخبر، مشاور و دستیار

### قوه مقننه
- رئیس دیوان محاسبات کشور: سید احمدرضا دستغیب

### قوه قضائیه
- رئیس دیوان عدالت اداری: احمدرضا عابدی[۱]
- رئیس سازمان بازرسی کل کشور: ذبیح‌الله خدائیان[۲]
- رئیس سازمان زندان‌ها و اقدامات تأمینی و تربیتی کشور: غلامعلی محمدی[۳]
- رئیس سازمان پزشکی قانونی: عباس مسجدی آرانی
- رئیس سازمان قضایی نیروهای مسلح: احمدرضا پورخاقان[۴]
- رئیس مرکز حفاظت و اطلاعات قوه قضائیه: علی عبداللهی[۵]
- رئیس مرکز توسعه حل اختلاف کشور: هادی صادقی[۶]
- رئیس دادگاه عالی انتظامی قضات:  صادق رحیمی[۷]
- دادستان دادگاه ویژه روحانیت: غلامحسین محسنی اژه‌ای[۸]

### سایر نهادها
- رئیس شورای عالی استان‌ها: موسی‌الرضا حاجی‌بگلو
- دبیر شورای عالی انقلاب فرهنگی : عبدالحسین خسروپناه